# 1-形式

3次元ユークリッド空間における、線型汎関数（1-形式） α, β とそれらの和 σ, およびベクトル u, v, w。

線型代数学におけるベクトル空間上の（代数）一次形式（いちじけいしき、英: linear form）あるいは簡単に 1-形式（いちけいしき、英: one-form）とは、その空間上の線型汎関数（すなわち (0,1)-テンソル、共変ベクトル）のことである。普通、この文脈で一次形式という呼称は、その空間上の高次の形式（あるいはそれに対応する多重線型形式）の中で特に一次であることをはっきりさせるために用いられる。詳細は「線型汎関数」の項へ譲る。
微分幾何学において、可微分多様体上の一次微分形式（いちじびぶんけいしき、英: differential form of degree one）、微分 1-形式あるいは単に 1-形式 (one-form) とは、余接束の滑らかな断面である。あるいは同値だが、多様体 M 上の 1-形式は M の接束の全空間から R への滑らかな写像であって、各ファイバーへの制限が接空間上の線型汎関数であるようなものである。記号で書けば、
{\displaystyle \alpha \colon TM\to \mathbb {R} ,\quad \alpha _{x}=\alpha |_{T_{x}M}\colon T_{x}M\to \mathbb {R} }
ただし αx は線型である。
しばしば 1-形式は特に局所座標において局所的に記述される。局所座標系において、1-形式は座標の微分の線型結合である：
{\displaystyle \alpha _{x}=f_{1}(x)\,dx_{1}+f_{2}(x)\,dx_{2}+\cdots +f_{n}(x)\,dx_{n}}
ただし fi は滑らかな関数である。この観点から、1-形式は 1 つの座標系から別の座標系へとうつるときに共変変換法則をもつ。

## 例

### 線型形式
実世界の多くの概念は 1-形式として記述できる：
- ベクトルの成分を取り出す操作： 3次元ベクトルの2番目の元は 1-形式 [0, 1, 0] (との内積) によって与えられる。つまり、任意のベクトル [x, y, z] の2番目の成分は以下に等しい:
{\displaystyle {\begin{pmatrix}0&1&0\end{pmatrix}}{\begin{pmatrix}x\\y\\z\end{pmatrix}}=y.}
- 相加平均: n-次元ベクトルの成分の平均値は 1-形式 [1/n, 1/n, ..., 1/n] によって与えられる。つまり、

{\displaystyle \operatorname {mean} (v)=[1/n,1/n,\dots ,1/n]\cdot v.}
- サンプリング (Sampling): kernel をもったサンプリングは 1-形式と考えることができる。1-形式は適切な location に shift された kernel である。
- ネットキャッシュフロー (net cash flow) R(t) の net present value は 1-形式 w(t) ≔ (1 + i)−t によって与えられる、ただし i は discount rate である。つまり、

{\displaystyle \mathrm {NPV} (R(t))=\langle w,R\rangle =\int _{t=0}^{\infty }{\frac {R(t)}{(1+i)^{t}}}\,dt.}

### 微分形式
最も基本的な非自明な微分 1-形式は「角度の変化」形式 dθ である。これは（定数の違いを除いてしか定義されない）角度「関数」θ(x, y) の微分として定義され、atan2関数 atan2(y, x) = arctan(y/x) の言葉で明示的に定義することができる。微分をとることによって全微分についての次の公式を得る：
{\displaystyle {\begin{aligned}d\theta &=\partial _{x}\left(\operatorname {atan2} (y,x)\right)dx+\partial _{y}\left(\operatorname {atan2} (y,x)\right)dy\\&=-{\frac {y}{x^{2}+y^{2}}}dx+{\frac {x}{x^{2}+y^{2}}}dy.\end{aligned}}}
角度「関数」は連続的に定義できず – 関数 atan2 は負の y-軸に沿って不連続である – これは角度を連続的に定義できないという事実を反映しているのに対し、この微分は原点を除いて連続的に定義でき、角度の無限小（そして確かに局所的）変化は原点を除いてどこでも定義できるという事実を反映している。この微分を道に沿って積分すると道全体での角度の総変化となり、閉ループ上積分すると回転数となる。
微分幾何学の言葉では、この微分は 1-形式であり、閉である（微分は 0 である）が完全ではない（0-形式、すなわち関数、の微分ではない）。そして実は原点を除いた平面の一次ド・ラームコホモロジーを生成する。これはそのような形式の最も基本的な例であり、微分幾何学において基本的である。

## 関数の微分
U ⊆ R を開集合（例えば区間 (a, b)）とし、微分可能な関数  f : U → R を導関数 f′ とともに考えよう。点 x0 ∈ U における f の微分 df は変数 dx のある線型写像として定義される。具体的には、df(x0, dx) ↦ f ′(x0)dx。（記号 dx の意味は次のように明らかにされる：それは単純に関数 df の引数、あるいは独立変数である。）したがって写像 x ↦ df(x, dx) は各点 x を線型汎関数 df(x, dx) に送る。これは微分(1-)形式の最も簡単な例である。
ド・ラーム複体の言葉で言えば、0-形式（スカラー関数）から 1-形式への対応 f ↦ df である。